# اوکراین تودی
اوکراین تودی (انگلیسی: Ukraine Today) شرکت رسانه‌ای اوکراینی است، که در سال ۲۰۱۴ تأسیس شد.